# Witosław (województwo lubuskie)
Witosław (niem. Wittig Ziegelei) – wieś w Polsce położona w województwie lubuskim, w powiecie świebodzińskim, w gminie Świebodzin.
W latach 1975–1998 miejscowość administracyjnie należała do województwa zielonogórskiego.

## Historia
Osada powstała w 1854 roku, obok założonej przez Louisa Kramma cegielni. Dalsze losy Witosławia, związane są ściśle z rozbudową i unowocześnianiem istniejącej cegielni, co spowodowało między innymi stworzenie osiedla dla zatrudnionych w fabryce ceglarzy. W 1914 roku zakład przejął Max Wittig, ówczesny właściciel majątku dworskiego w Glińsku. Po 1945 roku cegielnia została zlikwidowana, jednak osada rozwinęła się dzięki zlokalizowaniu na jej terenie PGR, obok którego postawiono bloki mieszkalne dla pracowników oraz przedszkole.